# サン・オブ・ビースト
サン・オブ・ビースト (英語: Son of Beast) は、アメリカ合衆国オハイオ州の遊園地「キングスアイランド」に存在した木製ローラーコースター。

## 解説
1979年に開場した「ザ・ビースト」の後続作として建設され、2000年5月26日に開場した。開場当時は最も高く、ループがある木製コースターとして人気を集めたが、事故の繰り返しにより、2009年6月16日に閉場し、2012年に解体された。解体以降、サン・オブ・ビースト跡には鉄製インバーテッドコースター「バンシー」が設立された。